# Nysjön, Hälsingland
Nysjön är en sjö i Bollnäs kommun i Hälsingland och ingår i Testeboåns huvudavrinningsområde. Sjön är 4 meter djup, har en yta på 0,199 kvadratkilometer och befinner sig 319,4 meter över havet.

## Delavrinningsområde
Nysjön ingår i det delavrinningsområde (677740-151893) som SMHI kallar för Mynnar i Östra Saggen. Medelhöjden är 344 meter över havet och ytan är 6,15 kvadratkilometer. Det finns inga avrinningsområden uppströms utan avrinningsområdet är högsta punkten. Vattendraget som avvattnar avrinningsområdet har biflödesordning 3, vilket innebär att vattnet flödar genom totalt 3 vattendrag innan det når havet efter 95 kilometer. Avrinningsområdet består mestadels av skog (89 procent). Avrinningsområdet har 0,2 kvadratkilometer vattenytor vilket ger det en sjöprocent på 3,2 procent.